# Francisco Pérez (Fußballspieler)
Vicente Francisco Pérez war ein argentinischer Fußballspieler. Der Stürmer nahm an der Fußball-Weltmeisterschaft 1934 teil.

## Karriere

### Verein
Francisco Pérez begann seine Karriere beim Club Atlético San Isidro, wo er von 1929 bis 1931 aktiv war. Anschließend wechselte er 1931 zum Club Atlético Huracán und spielte von 1931 bis 1932 für den Club Almagro. Im Jahr 1934 trat er dem Estudiantil Porteño bei und stand von 1937 bis 1938 erneut im Kader von Club Almagro.

### Nationalmannschaft
Pérez wurde von Nationaltrainer Filippo Pascucci in den Kader der Nationalmannschaft für die Weltmeisterschaft 1934 in Italien berufen, kam allerdings nicht zum Einsatz.